# Феррер, Хоан Франсеск
Хоан Франсеск Феррер Сицилия (исп. Joan Francesc Ferrer Sicilia), более известный как Руби (исп. Rubi; род. 5 февраля 1970, Виласар-де-Мар, Каталония) — испанский футболист и футбольный тренер.

## Биография
Будучи футболистом, Руби выступал за клубы Сегунды В — «Эспаньол B», «Оспиталет», «Понтеведра», «Террасса».
Карьеру тренера Руби начал в 2001 году в клубе «Вилассар-де-Мар». В 2003—2004 возглавлял «Оспиталет». В 2004—2005 Руби являлся тренером футбольного клуба «Сабадель».
С 2005 по 2008 год Феррер занимал тренерский пост в клубе «Эспаньол B». В 2009 году Руби пригласили возглавить «Бенидорм». После работы с «Бенидормом» Руби присоединился к тренерскому штабу «Жироны», а 8 июня 2012 года был назначен главным тренером этого клуба. С сезона 2013/14 вошёл в тренерский штаб «Барселоны», был помощником Тито Вилановы и «Таты» Мартино.
3 июня 2014 год Руби возглавил вылетевший в Сегунду «Вальядолид», подписав контракт на два сезона.
Осенью 2015 года Руби стал тренером «Леванте». Через год он покинул команду.
В начале 2017 года он возглавил хихонский «Спортинг», с которым проработал до конца сезона.
Летом 2017 года принял «Уэску», с которой вышел в Примеру. В конце сезона Руби покинул команду.
3 июня 2018 года Руби стал главным тренером «Эспаньол».